# It's Arbor Day, Charlie Brown
It's Arbor Day, Charlie Brown, en español conocido como Es el Día del Árbol, Charlie Brown, es el decimoquinto especial animado en horario prime-time basado en el popular cómic diario Peanuts, de Charles M. Schulz. Su estreno fue el 16 de marzo de 1976 en la CBS. 

## Sinopsis
Sally tiene que hacer un trabajo escolar acerca del Día del Árbol, y Linus la ayuda. Mientras tanto, Peppermint Patty y Charlie Brown conversan acerca del amor y de que pronto comenzará la temporada de béisbol. Sally decide hacer del campo de béisbol del equipo de Charlie un jardín, y sorprenderlo. Cuando los chicos le muestran el campo, Charlie se sorprende tanto que se desmaya horrorizado, pero decide no suspender el juego de su equipo y el de Peppermint Patty, aunque ella esté tan pasmada como él. 
Debido a las dificultades que le genera el campo lleno de flores al equipo de Patty, Charlie y su equipo van ganado. Pero de repente, empieza a caer una lluvia torrencial que hace que los chicos de ambos equipos se vayan del juego, excepto por Charlie Brown, quién cree que pueden terminar el juego aunque llueva. 
Finalmente Sally entrega su informe escolar, y Peppermint Patty le desea a Charlie Brown un feliz Día del Árbol.

## La muerte de Vince Guaraldi
Es el Día del Árbol, Charlie Brown fue el último  especial de Peanuts con música original compuesta por Vince Guaraldi, conocido por ser el autor del tema de Peanuts, "Linus and Lucy". Guaraldi murió a los 47 años de un ataque al corazón varias horas después de terminar la banda sonora de este especial.
Con la muerte prematura de Guaraldi, los especiales animados de Peanuts siguientes no tienen en su banda sonora la musicalización jazz que los anteriores tenían. Por eso, algunos fanes consideran a este especial como el fin de la época dorada de Peanuts en TV.

## Reparto
| Personaje          | Actor de Voz Original | Actor de redoblaje (Latinoamérica) |
| ------------------ | --------------------- | ---------------------------------- |
| Charlie Brown      | Dylan Beach           | José Manuel Vieira                 |
| Sally              | Gail M. Davis         | Rossana Cicconi                    |
| Lucy               | Sarah Beach           | Lilo Schmid                        |
| Peppermint Patty   | Stuart Brotman        | María Teresa Hernández             |
| Schroeder          | Greg Felton           | Sergio Sáez                        |
| Linus              | Liam Martin           | Maythe Guedes                      |
| Frieda             | Michelle Muller       | Jhaidy Barboza                     |
| Pig-Pen/Re-Run     | Vinnie Dow            | ¿?                                 |
| Snoopy & Woodstock | Bill Melendez         | Bill Melendez                      |

## Difusión

### Televisión
El especial rara vez salió en TV desde su emisión original, aunque Nickelodeon lo incluyó en su programa-paquete "You're on Nickelodeon, Charlie Brown". 

### DVD
El especial fue incluido como adicional en las dos ediciones en DVD de Es el sabueso de Pascua, Charlie Brown.